# فصل نرگس
فصل نرگس فیلمی ایرانی به کارگردانی و نویسندگی نگار آذربایجانی محصول سال ۱۳۹۴ است. امیر آقایی، پژمان بازغی، یکتا ناصر و ریما رامین فر از بازیگران فیلم هستند. این فیلم با سرمایه‌گذاری پسر محمدرضا عارف ساخته شد و به دلیل مصاحبهٔ جنجالی او با عنوان «ژن خوب» بحث‌های رسانه‌ای پیرامون فیلم شکل گرفت. این فیلم با شکست تجاری و هنری مواجه شد.

## خلاصه فیلم
داستان این فیلم در مورد دو زن راننده تاکسی، یک بازیگر، یک استاد موسیقی و شخصیت‌های دیگر است که در طول فیلم داستان هر کدام از این شخصیت‌ها به هم گره می‌خورد.

## بازیگران
| بازیگران        | نقش          |
| --------------- | ------------ |
| امیر آقایی      | رضا فرجام    |
| پژمان بازغی     | ایلیا        |
| یکتا ناصر       | آیلار        |
| ریما رامین فر   | گیسو رحمانی  |
| گوهر خیراندیش   |              |
| شایسته ایرانی   | سپیده        |
| محمدرضا هدایتی  |              |
| صالح میرزاآقایی | فروشنده مواد |
| شیرین اسماعیلی  |              |
| شبنم گودرزی     | نرگس         |